# منارة الجزيرة الخضراء
منارة الجزيرة الخضراء (بالإسبانية: Faro de Isla Verde)‏ هي منارة غير نشطة في الجزيرة الخضراء بإسبانيا. تقعُ في الطرف الجنوبي من حصنٍ قديم، على الجزيرة الخضراء، وهي منطقةٌ جرى دمجها لاحقًا في ميناء الجزيرة الخضراء. صُمّمت وبُنيت هذه المنارة من قِبل جيمي فونت في عام 1863 وافتُتَحت عام 1864. تُعتبر هذه المنارة برجًا حجريًا متعدد الأضلاع مغطَّى بالجير، ويبلغُ المستوى البؤري 26 مترًا فوق متوسط مستوى سطح البحر و9 أمتارٍ فوق سطح الأرض. المنارة اليوم ليست في الخدمة حيث تم استبدالها بمناراتٍ أخرى في الميناء.